# Alois Bureš (politik)
Alois Bureš (17. února 1849 Kolín – 9. září 1923 Praha-Vinohrady) byl český stavitel a politik staročešské strany, starosta města Královské Vinohrady v letech 1911–1919. Jeho firma realizovala několik významných staveb na území k Praze posléze připojených Královských Vinohrad.

## Život
Narodil se v Kolíně do rodiny truhláře, vyučil se zedníkem. Od roku 1874 je uváděn jako oprávněný zedník na Vinohradech, kam přišel za prací budování vinohradských železničních tunelů stavebního podnikatelství Jana Schebka. V následujících letech se vypracoval ve stavebního podnikatele, jehož firma realizovala stavby patrně především v Praze a na Královských Vinohradech.
Byl činný ve veřejném a spolkovém životě: stal se členem vinohradské jednoty Sokola a později zastával také funkci jeho starosty. Začal se angažovat také v komunální politice a stal se roku 1878 členem městského zastupitelstva a roku 1881 vinohradským radním. Významně se jako politik podílel na prosazení vystavby mj. vinohradské vodárny, kostela svaté Ludmily na tehdejším Purkyňově náměstí, Městského divadla, elektrické tramvajové dráhy a dalších. Okolo roku 1900 vykonával funkci náměstka vinohradského starosty Josefa Víška. Vystavěl si rodinný rohový nájemní dům na rohu Italské ulice.
Po smrti Josefa Herolda roku 1908 zastával funkci starosty okresu Královské Vinohrady. Roku 1911 byl pak v obecních volbách zvolen starostou města Královské Vinohrady. V této funkci nahradil Josefa Víška. Funkci tak zastával po dobu nelehké hospodářské situace Rakousko-uherské monarchie během první světové války a následného vyhlášení samostatného Československa 28. října 1918.
Ve funkci jej roku 1919 nahradil Jiří Pichl.

### Úmrtí

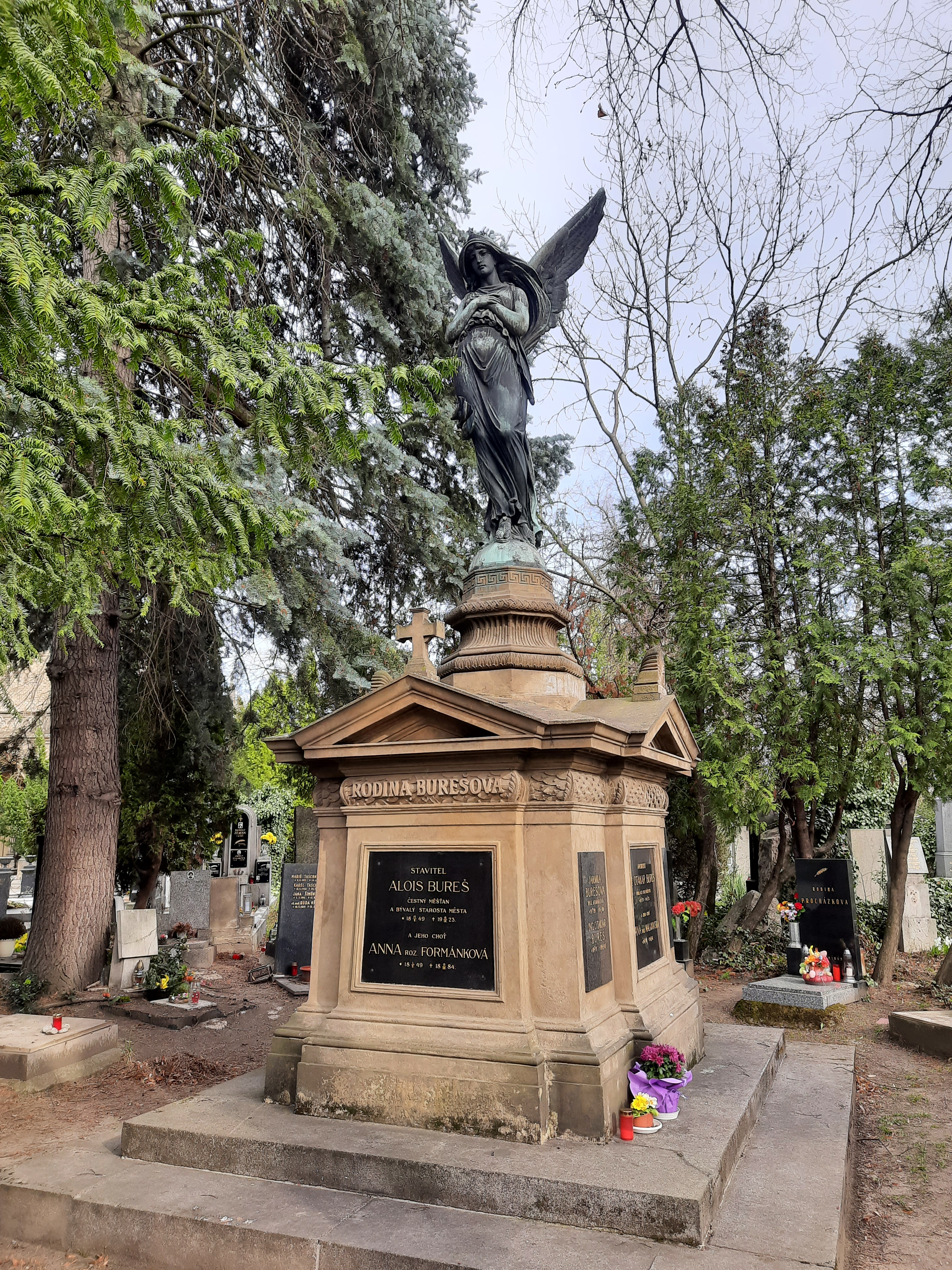
Hrobka rodiny Aloise Bureše na Vinohradském hřbitově

Zemřel na nádorové onemocnění jater dne 9. září 1923 v Praze-Vinohradech ve věku 74 let a byl pohřben v majestátní rodinné hrobce na Vinohradském hřbitově.

### Rodinný život
Alois Bureš byl ženatý s Annou Burešovou, rozenou Formanovou, s níž měl několik dětí.

## Dílo
- Nájemní rohový dům, Žitná/Sokolská ul., Praha 2